# Ozziel Herrera
Jonathan Ozziel Herrera Morales (ur. 23 maja 2001 w Culiacán) – meksykański piłkarz pochodzenia kubańskiego występujący na pozycji skrzydłowego lub napastnika, reprezentant Meksyku, od 2023 roku zawodnik Tigres UANL.
Jest synem Héctora Herrery, kubańskiego lekkoatlety.